# Маяк Эгг-Рок
Маяк Эгг-Рок (англ. Egg Rock Light) — маяк, расположенный на небольшом острове Эгг-Рок на входе в залив Француза, округ Хэнкок, штат Мэн, США. Построен в 1875 году. Автоматизирован в 1976 году.

## История
23 июля 1874 года Конгресс США выделил 15 000$ на строительство маяка на небольшом острове Эгг-Рок «из-за увеличения сезонного трафика в регионе». Трудности с получением прав на остров задержали строительство до июня 1875 года. 1 ноября 1875 года маяк был открыт. У него была очень необычная архитектура: он представляет собой квадратный дом смотрителя, в центре которого находится квадратная кирпичная башня, высотой 12 метров, на вершине которой находились линзы Френеля. Маяк был автоматизирован Береговой охраной США в 1976 году. После автоматизации все вспомогательные постройки на острове были снесены. Береговая охрана также заменила и вершину башни, чтобы установить там современный аэромаяк, но после многочисленных жалоб оригинальная конструкция была возвращена на место в 1986 году. В настоящее время маяк работает на солнечной энергии. Здание является собственностью Береговой охраны США и закрыто для посещения.
В 1987 году он был включён в Национальный реестр исторических мест.